# Alberto Gaitero Martín
Alberto Gaitero Martín (Valladolid, 3 de julio de 1996) es un deportista español que compite en judo.
Ganó dos medallas en el Campeonato Europeo de Judo, plata en 2022 y bronce en 2021, ambas en la categoría de –66 kg.
Participó en los Juegos Olímpicos de Tokio 2020, ocupando el 17.º lugar en la categoría de –66 kg.
Estudió Ingeniería Informática en la Universidad Católica San Antonio de Murcia.

## Palmarés internacional
| Campeonato Europeo | Campeonato Europeo | Campeonato Europeo | Campeonato Europeo |
| Año                | Lugar              | Medalla            | Categoría          |
| ------------------ | ------------------ | ------------------ | ------------------ |
| 2021               | Lisboa (Portugal)  | Medalla de bronce  | –66 kg             |
| 2022               | Sofía (Bulgaria)   | Medalla de plata   | –66 kg             |